# Oldřich Hemerka
Oldřich Hemerka (13. listopadu 1862 Vrdy u Kutné Hory – 16. prosince 1946 Košice) byl slovenský folklorista, hudební skladatel, dirigent a varhaník.

## Život
Narodil se v Vrdech, v rodině učitele Josefa Hemerky a matky Terezie, rozené Kratochvílové. Vystudoval gymnázium v Čáslavi, letech 1879 až 1882 studoval na Varhanní škole v Praze, v letech 1882-1899 působil jako regenschori v Bardejově, v letech 1899-1946 jako regenschori v Košicích.
Zemřel v Košicích.

## Dílo
Za 64 let svého působení na východním Slovensku zejména v Košicích, rychle splynul s hudební kulturou východoslovenského kraje, sbíral východoslovenské lidové písně. Psal velké vokálně symfonické, dechové, orchestrální a chrámové skladby. V dějinách slovenské hudby na východním Slovensku do roku 1945 patří do skupiny skladatelů Mikuláše Moyzese a Dezidera Lauka. Byl autorem 20 vokálních mší, 10 mší s doprovodem orchestru, kolem 150 offertorií a graduálů. Dvě z jeho 7 dětí se profesionálně věnovali hudbě – dcera Mária Hemerková-Mašiková, koncertní klavíristka a významná pedagogička ve hře na klavír a syn – Július Ivan Hemerka jenž je autorem operety Ženské rozmary.

## Posmrtná připomínka
- V roce 1992 mu byla v Košicích odhalena pamětní deska[4]
- V Košicích je též ulice Hemerkova